# Jean de Thoisy
Jean de Thoisy (ca. 1360 – Wazemmes, 2 juni 1433) was een Bourgondische edelman en kerkvorst. Hij was bisschop van Doornik, kanselier van Vlaanderen en Bourgondië en raadsheer van de Franse koning.

## Leven
Als zoon van Perrin de Thoisy behoorde hij tot een adellijk geslacht met stamslot in Thoisy-Cipière nabij Autun.
Hij werd priester gewijd en behaalde een licentiaat in de rechten. Filips de Stoute nam Jean de Thoisy op in zijn hofraad en in 1396 werd hij secretaris van Jean Canard, de machtige bisschop van Atrecht en kanselier van Bourgondië. Ook werd hij deken van Laon in 1399, provisor van de Sorbonne, kanunnik in de Notre-Dame van Parijs en aartsdiaken van Atrecht. In 1411 ging hij zetelen in de hofraad van de Franse koning Karel de Waanzinnige, als onderdeel van de Bourgondische meerderheid die Jan zonder Vrees er installeerde. De Burgeroorlog tussen Armagnacs en Bourguignons was nu volop bezig. In 1413 onderhandelde Thoisy namens hertog Jan de Vrede van Pontoise en in 1415 de beperking van het aantal in uitvoering van het Verdrag van Atrecht te verbannen Cabochiens.
Op 13 november 1409 werd Thoisy door de paus geconfirmeerd als bisschop van Auxerre, maar hij volbracht zijn taak vanuit Parijs en werd nauwelijks een jaar later, op 17 november 1410, aangesteld tot bisschop van Doornik. In dit bisdom, dat Nederlandstalige en Franstalige gebieden bevatte, had het Westers Schisma na de dood van Philippe d'Arbois verdeeldheid gezaaid. Thoisy, die drie jaar wachtte om er te resideren, was de eerste die weer algemeen werd erkend. Op het vlak van ketterij trad hij op tegen de augustijn Nicole Serrurier (1423), de pamfletschrijver Gilles Meursault (1427) en Jacquemart de Blahéries (1427). Door het aanpakken van de populaire Serrurier brak opstand uit in Doornik en ging Thoisy zich voortaan in Rijsel vestigen. Tijdens zijn episcopaat probeerde hij, niet zonder succes, allerlei kapittels en gasthuizen te onttrekken aan het gezag van de stedelijke overheden.
De nieuwe hertog Filips de Goede duidde Thoisy op 17 december 1419 aan tot kanselier van Bourgondië, de leidende functie in zijn centrale bestuursapparaat. Hij was een sleutelfiguur in de totstandkoming van het Verdrag van Troyes, dat koning Hendrik V van Engeland tot erfgenaam maakte van de Franse troon. In 1422 nam hij ontslag en maakte Filips de Goede hem eerste raadsheer en hoofd van zijn Geheime  Raad. Dat bleef hij tot zijn dood op gevorderde leeftijd.